# 霹靂布袋戲人物列表/ㄧ
霹靂布袋戲人物列表的人物列表

## 閻達
波旬之罪惡化體，代表權力的象徵，是三體中功力最高強者，本性充滿著殺戮、破壞的意識，遇神殺神、遇佛殺佛，主張排除一切不必要事物。遭烽火關鍵衝撞導致波旬三體分離，受到撞擊的一頁書及閻達在星雲河一役後，閻達神智受到影響而喪失記憶。
爾後閻達重出江湖，雖功體更上一層，卻失去記憶，以混亂的意識行走江湖。與失意的一頁書和步香塵兩人結義金蘭，排行第二，更協助步香塵於腰界的霸業。殊不知因聖魔元史的介入，閻達的技藝慢慢回復，更重創被囚禁的裳瓔珞。記憶完全恢復後回歸欲界，與迷達共同帶領欲界、逐鹿中原。
羅浮山之役，閻達陷入困戰，在困戰中吸取四幡之力、蛻變，力量大增，一舉突破困局！
- 同修：迷達、女琊(波旬三體)
- 武學：無相劫空、森羅萬化歸惡障、狂魔嘯天、怒海折嶽、燬天烈掌、惡暴震天闕

## 一線生
隱閉紅塵一線生登場於霹靂金光第13集。多才多藝，舉凡計謀策略、機關陣法、工藝科技、易容術，無一不精。素還真最親密的戰友，時常為他到各大門派臥底，因此具有多種身分，如歐陽世家義子、十三聖殿執法、魔域三司之一、天策陣營軍師等。
相關言談：
- 『別裝了，別裝了，這招我看多了』
- 『你若是有辦法娶到我妹妹，我就做你兒子；結果，我嫁一個妹妹，認一個老爸。』
- 『好了好了，別唱哭調仔，聽多了，我認識你素還真也不是一二天，老套了老套了。』
- 『你到底屬於什麼派系？』『素派。』
- 『昨日的英雄不能僅僅為了意識形態有所改變，就成為明天的叛徒。』
- 『別講這些，朋友別講辛苦二字。』
- 『經過這一連串的事件，我終於知道早前素還真有多辛苦了。』
- 『你要素某如何稱呼呢？一......』『耶，一如常人，屈世途即可。』

其他身分：
- 生死一線間：與「善惡半邊分」合為十三聖殿善生、惡死兩執法。
- 笑面鍾馗：魔域三司之一，二百年前被魔域遣派潛伏在武林之中，隸屬阿修羅道院。
- 九方死：面容被至尊棺所毀之後，戴上白色面具以九方冥的身分行事。面具底下還有面具，自言假面人的面具，取之不完。
- 六聰天乞：六聰天乞遭射日必殺組暗殺，一線生易容頂替他九大奇人的身分，後為八趾麒麟識破。
- 屈世途：以此身分加入天策陣營，屢獻奇策，短短時間即由內務工作升至參謀，但一直到現在都維持這個名字。

發明作品：
- 幽靈馬車：為一輛白骨骷髏馬所拖拉的馬車，武林狂人黑白郎君的交通工具。經常在許多重要場景中擔任關鍵的運送工作。
- 紫霹靂：為了剋制三魔靈亂世，以紫霹靂的遺體加上九眼如來半天鷹的絲毫能察之眼、花風雲的操縱生死之手、蟒中龍的百年不死之腦、黑色十字會之主的通靈知性之心、矮俠恨天高的頃刻萬里之足組合而成；再以水紋鋼製成紫霹靂的半顆頭顱，水紋鋼水火刀槍不入，而且具有吸音、放光二大特性；將霹靂眼碎片放入眼睛，霹靂眼能識破任何的障眼法、隱形術、奇門遁甲。紫霹靂可偵測對方氣功的殺傷力，武裝有追熱彈和霹靂電閃。
- 九霄鐵龍帆：與「黃山八珠聯」並稱武林二大神秘。為一鋼鐵打造、卻能飛行於空中的龍形船，龍頭可噴出火球。九霄鐵龍帆有二艘，一為素還真所有；另一艘為百朝武后通瑤池所有，用來通過雷殛天的交通工具。
- 刀鎖：受素還真所託、以浮雲山出產的三陰烈火鋼製成，是紫金臂的剋星。素還真轉贈給秦假仙，秦假仙以刀鎖配合非真刀譜，敗金臂會萬教之父、羅覺遠，殺宋道通，威風一時；後委託無色佛轉贈金太極。
- 轟天炮：魔火教以穿心蟲蠟丸七天解藥威脅其製作，素還真暗中指示多造一支，一支可以發射、一支無法發射。一線生將只能發射一發的轟天炮交給萬教之父，萬教之父先試射後再對準九霄鐵龍帆發射卻造成大爆炸，左眼受傷。
- 變色無形箭：共有七支，歐陽上智以其生命安全威脅一線生製作，在公開亭指派七流星射中素還真七大要穴。後來素還真對易容成一線生的歐陽上智自述是銀刀太妹自願代死而逃過一劫；但是他也對轉形流星說過有多少個歐陽上智就有多少個素還真，因此死的也有可能只是他一人三化的一個化身。
- 神秘馬車：為一輛金屬馬所拖拉的馬車，奔馳暴風勝過幽靈馬車數十倍，所經之處樹林盡被焚燒。一線生駕駛神秘馬車，藉天棺壓頂壓破還本道口，經狹道天關，將素續緣送往滅境，神秘馬車也就此毀壞；進入滅境之時，也衝破了九陽蓮華球，十三邪靈因而脫出。
- 天策真龍寶甲：屈世途獻與天策真龍，寶甲、寶靴合為一套。用東方嫘州所產之火蠶絲所縫製，完成之後再浸於北極冰石所融之水中，經過三天三夜，水火相交，刀槍不入；但一遇水寶甲會立即緊縮，七星匯聚後，發揮關鍵性作用。
- 錯筋扣骨索：落日谷、擒住經天子後所用，能制住人身八大要穴，任其功力神通也不能掙脫。
- 箭車裂心子：
- 連弩雷箭車：
- 音擾針：
- 回元鏡：

事蹟：
- 霹靂金光

緊隨著素還真登場於五蓮台，素還真預測三年後三魔靈將亂世，紫霹靂必須重生以剋制，三年內武林勢力呈現三三三一、四分之勢。素還真曾暗中幫助萬教之父創立魔火教以黑制黑，並指示以天羅影至友一屠勇、促使魔火教對上白骨靈車。最後通天柱頂、素還真一語道破白骨靈車身分。
- 霹靂眼

四派門圍攻翠環山，素還真提議以見五殺決定生死。往公開亭途中一屠勇率兵阻止其前往投票，並被帶往魔火教服下穿心蟲蠟丸；順水推舟滲透進魔火教，間接促使萬教之父的死亡，使得魔火教式微。公開亭公平石、同時登上文武貫與風雲錄的天下第一巧。後遭歐陽世家威脅而製作七支變色無形箭，使得素還真在公開亭被射殺。但是擔心他在箭中動手腳，於是歐陽上智易容成一線生的模樣、被斷雙手雙足、演出一場苦肉計而騙出素還真。最後在公開亭、真假一線生雙雙出現，一線生原來也是歐陽世家義子，素還真跪地稱臣。
- 霹靂至尊

無極殿、歐陽上智藉王座爆炸、詐死隱於幕後。一線生率領眾人支撐著、義子各懷鬼胎、風雨飄搖的歐陽世家，兩次擊退野心勃勃的談無慾勢力。此時，南霸天十三聯鎖會的勢力也伸入中原，憑藉素還真的佈陣及歐陽上智暗中運籌帷幄，大敗半月郎君的大軍。爾後，歐陽上智整合世家兵力再出，武林成為三分之勢。再出的歐陽上智，手段越趨激烈，一線生畏懼其手段，策動流星君等人反叛，最終歐陽上智眾叛親離，四肢被斷、囚於死刑島。
- 霹靂孔雀令

無色佛重傷瀕死之際，說服其捐贈遺體；然後將身體送至四琴武宮，醫治素還真在月中天自廢的一眼一臂。
- 霹靂劍魂

歐陽上智為童顏未老人救離死刑島，他以十人聯名同意書等手法故佈疑陣、加上蒙面人照世明燈的鬼祟行事，使得素還真誤判照世明燈才是真正的歐陽上智；一場大戰，明聖劍法力拼鐵甲破魂指，在場眾人皆受波及，但一線生仍毫髮無傷。命七天的出現，牽動北域勢力，一線生搖身一變，成為十三聖殿的一員。他剝下一百四十三派掌門的臉皮，李代桃僵成立萬教和平會以牽制素還真行動；又利用圓流、渡入迷的反叛，將計就計改變十三聖殿兵力、機關佈置；再趁素還真不在之時，鼓動談無慾持錯誤的出入圖、進攻十三聖殿，大敗而回。最後關足天發動大軍包圍琉璃仙境，素還真逃至天雷坪，遭天雷殛頂而化成灰粉。
- 霹靂異數

金陽聖帝入主中原，無極殿更名神武殿。一線生為關足天製造替身，協助其以藏龍寶典周旋於各勢力之間。在一線生因修復紫霹靂而離開之際，神武殿遭到童顏未老人率領十二獸人攻陷。十三聖殿滅亡之後，與太黃君結為朋黨，二次逼殺素還真；藍晶人戰死後，太黃君感到勢單力孤，便前往九層蓮峰尋求半尺劍幫助。趁著素還真在懸空棋盤服刑之際，一線生獻計擒葉小釵換得龍骨聖刀，但在與狄簫戰鬥時，偷偷將聖刀帶往魔域，原來一線生竟是魔域臥底「笑面鍾馗」。歸還聖刀後，積極鼓動龍氣劍大戰龍骨聖刀。千石林決鬥勝敗未分，一線生找齊九名高手，配合織夢師夢境回到過去、保護太黃君、阻止素還真復活，此戰雙方各有損失。千石林第二次決鬥，戰鬥再次被中止而無法順利殺害二人。當一頁書死在八口山、素還真被遺留在過去之後，任務目標也轉為紫錦囊，但太黃君不是對手，雙目受傷；此時半尺劍野心盡現，強行取走聖刀；一線生帶其躲藏途中，又被紫錦囊帶走；通報半尺劍之後，笑面鍾馗不知所終。
- 霹靂劫

一線生擔當素還真的影武者配合行事。月全蝕之夜，駕駛神秘馬車、利用天下第一棺天棺壓頂、衝破地層，將素續緣送往滅境；又在救援紫錦囊之時，化為蒙面人，阻止鬼王棺的破壞。另一方面，不斷散播謠言，分散各勢力的注意力。後不幸被擒，遭鬼王棺的探源追溯，素還真身分暴露。逃脫之後，回到琉璃仙境協助處理事務；因素還真感到強敵環伺，先後拒絕收留葉小釵、史菁菁、風采鈴。但史菁菁、風采鈴仍被鬼王棺所捉，分別設下九命香蜒和千邪洞佈局。崎路人看不慣素還真的不為所動，隻身前往救人，但不幸被擒；素還真不願入洞中計，最終鬼王棺一掌擊斃崎路人。在素還真稱降集境後，一線生一度氣憤離開，但為大圓覺勸回。最後，天下圓、三界者大戰三途判，一陣大雨，素還真嘔出鮮血。
- 霹靂天闕

三界者誅魔失敗，預先埋藏的地雷火藥也被大雨淋濕。一線生協助素還真收集七支吸雷針，來到四鐘練功樓的時候，紫虹神劍裡的吸雷針已被至尊棺取走，阻止不成還中了至尊棺的氣功，面容全毀。後以「九方死」的身分再出，曾勸告至尊棺不要造就金小開，甚至封住三分縫的出入口，但是七星拱月台、造世七俠誅滅三途判之役，終究為金小開所破壞而功虧一簣。
- 霹靂烽雲

一頁書身中邪靈至毒，難以痊癒。九方死接獲秦假仙的祕信，秘密將兵器埋藏在霹靂硯。三光交接、三才並合之夜，眾天帶著小霸王前來，以紫脈吸取三光三才之力，將動力灌輸到地下。天河運棺之行，九方死將秘密兵器埋在孤星丘外圍，而素還真也送來在雲棧墩得到的金翼大鵬鳥蛋。當眾人經龍脊坡、呼魂橋、葬屍江、毒刺林、將棺木運至孤生丘後，九方死帶走眾人，擺下空城計。武皇、鬼帝、萬魔天指到達時，現場只餘棺木和無人駕駛的幽靈馬車，一時愕然，黑白郎君從地底竄出，帶走棺木。幽靈馬車行至金石壁，紫霹靂出現、將金石壁轟出大洞，運棺行動圓滿達成。一線生帶著紫霹靂回到琉璃仙境；素還真藉紫霹靂之力衝上空中取得血紋明珠的靈氣；又吩咐準備十二面銅鏡、分成十二個方位掛上，擊退來犯的鬼王棺。最後，三大高手齊聚天河，準備合力擊碎靈棺。
- 霹靂天命

天河、一頁書復生，當場擊斃鬼帝。一線生往葬屍江欲帶回心弦，左手不慎被龍末九所斷，紫霹靂的霹靂電閃也毫無作用；斷手接上義肢，繼續在江邊監視二人行動。素續緣被殺害，一線生勸告心弦掌握龍末九，建功贖罪、為正道出力。後來心弦被三教宗以心靈術控制，刺殺龍末九；一線生前往葬屍江告知真相，並命紫霹靂下江尋找素續緣首級，但無功而返。第三魔域無命島，一線生以調虎離山之計將心弦救回琉璃仙境，然後委託秦假仙尋銀羽飛燕來破解心靈術。最後，一頁書、歡喜佛、歿神大戰日月池；素還真、龍末九決鬥不歸路。
- 霹靂狂刀

一線生與心弦往不歸路阻止龍末九殺害素還真。三教宗火燒琉璃仙境，銀羽飛燕及時來援，言明要將龍腦贈與素還真。為了調查白蓮花香味一事，無人座強行進入琉璃仙境，吸精大法遭石腦反彈而被擊退；隨後空劫半僧功進入參觀白蓮池，而天殘武祖卻吃了閉門羹；深夜、無人座靈魂出竅前來，被紫霹靂擊退。素還真帶回武功被廢的黑白郎君，請來玄真君共同治療後，缺乏一截筋脈，委託秦假仙請網中人幫忙。為救慕容嬋、素還真在北武林大開殺戒，決心閉關懺悔。八月十五平月台，一線生自告奮勇代替素還真赴約；空劫半僧功為亡命之花所牽制，一線生被非凡公子擊成碎片。
- 霹靂狂刀之創世狂人

淺水潭、五大奇人為雙駝峰報仇，圍攻龍王魛，泣花魂停止戰鬥。半斗坪、五通先生以五人生辰八字佈陣，但龍王魛已先行為蒙面人舞造論擊敗，六聰天乞追趕而去。六聰天乞找上秦假仙向其坦承身分，並委託他使秋水宴或金刀會成為己方助力。荒野、一線生遭受伏擊，不幸被白雲驕霜水銀封體；磋峨巖、白雲驕霜解開銀封，一線生已腐蝕成為白骨，素還真將其沉入海中。
- 霹靂圖騰

猜心園、屈世途出聲提醒天策真龍，非凡公子隨即自爆。素還真四處逃竄，屈世途獻策「集中兵力、亂其心智、毀其生路」，升任輔佐。計策奏效，素還真在引靈山自爆筋脈，為憶秋年救走。琉璃仙境、黑衣劍少欲殺陰無獨、陽有偶滅口，屈世途將二人藏匿白蓮池底下、掩住魔氣。獻上龍雕、寶甲、寶靴，升任參謀；建議在懷擁天地七步階興建宮殿。開始與遺世老意見相左；再獻策主動挑戰四刀四劍，與照世明燈約戰斷魂峽；勘查地形之後，調度人員排兵佈陣。斷魂峽、天策真龍大戰四刀四劍八卦陣，他身穿寶甲、刀劍難傷；封靈島、悅蘭芳無法射出銀箭，群俠敗陣投降。最後，騰龍殿、天策王朝誕生，天策真龍向魔劍道宣戰。
- 霹靂異數之龍圖霸業

天策真龍入主中原，西漠魔劍道虎視眈眈，形成東西對抗。為了對付魔魘大軍，屈世途二顧慈梵寺，請出燃燈防守聖靈界線。黑白劍少再次硬闖騰龍殿，中其埋伏擒住白衣劍少，合議以之交換不二刀。九九登天台、誅天先發制人，魔魘大軍再現，遺世老犧牲，天策大軍大敗而逃，以萬里江邊為防守據點。再次交鋒，三傳人埋伏地底刺殺三陰巫姥，魔魘大軍消失。後魔劍道拔營施誘敵之計，天策真龍遭團團包圍，危急之時，化星星靈貫入體內，鳳棲梧以命爭取時間，六星匯聚、天龍泣擊退魔劍道大軍。戰後，寒月江、雙方和談。
六個月後，公開亭懸掛誅天首級，殺人疑兇乃獨孤遺恨。寒月江邊、沙舟一字師現身，獨孤遺恨自承兇手，風之痕劍下留情。天策真龍退位，隱居山林；黑衣劍少率領聯軍進攻中原，屈世途稱降。後與定風愁奔往乾坤陵驚見憶秋年屍首；率眾救援遭策謀略圍殺的沙舟一字師；天壇、姬無花獻出元身，誅魔天網徹底消滅魔魘大軍。最後，妖刀界、欲界聯軍欲殺不二刀，天策真龍挺身抵擋。關鍵時刻，銀箭射殺不二刀，七星匯聚，天下無敵。
- 霹靂封靈島

天策真龍七星匯聚，瘋狂開殺，佾雲、傲笑紅塵豁命阻止。蒙面人風凌韻、郭財臨的加入，四人合力將天策真龍擊入水中，身上寶甲也隨即緊縮。正當他震碎寶甲時，銀箭穿身而過，七星之氣散離，力量隨之崩潰。妖后威脅處決照世明燈，公開亭、偽素還真現身；屈世途欲逃之夭夭，卻收到往五蓮台的邀請信。翠環山五蓮台、麥十細委託處理宿香一事；屈世途幫忙打造一面特殊之鏡與珠婆婆交換宿香。為了對抗魔佛波旬，協助調查菩提弓、天君絲的下落，並製假菩提弓轉移焦點。流雲谷、偽素還真誤信鬼隱，各方佈置皆受欲界人馬攻擊，雖然一頁書出面援救，但化身素還真的悦蘭芳仍傷重而亡。
- 霹靂兵燹

一頁書承繼菩提界天命，率領眾人對抗魔佛波旬。屈世途來到雲塵盦，見到坐著輪椅的素還真，震驚過度而昏倒。箭翊身亡，屈世途提起菩提弓上的小字，三人經紫嫣夫人指引，前往阪城坡訪長河南星。矗天壁，三面波旬合體，橫千秋射破虛空，將其封印於星雲河。冥界一統，動作頻頻；屈世途化身舒石公，世外仙源、逼得鬼隱詐死化身逍遙子；犴妖族、邪能境聯軍攻上雲渡山，預先埋藏的地雷火炮造成死傷無數，一陣大戰，炎熇兵燹的獸眼看破其死角，犴妖神戰死。
魔刀亂世，冥界天嶽的野心正式浮上檯面。落日谷、擒下經天子以換天魔；日揚台、反將一軍，與經天子聯手大破天嶽第一殿，探得入口。魔刀即將合一，寂山靜廬、眾人掩護金子陵離開，秘密鑄煉神劍。經天子亡，武林局勢再變，天嶽軍師四無君、沾血冰蛾寄命的龍魁海與詐傷隱居幕後的素還真，三方鬥智鬥力。六刀合一，不歸路、名劍鑄手魂歸九天；寄體牟尼上師的天嶽之主欲以素還真祭血，雲塵盦大戰，蓮華聖路開天光令其含恨。為了救回淨琉璃、解開聖法梵諦現冰華，素續緣、秦假仙前往天外南海。最後，龍騰山、鬼陽六斬刈、九天驚虹合力斷碎沾血冰蛾；獅頭寶刀再現天外南海。
- 霹靂皇龍記

玄機門之戰，日月才子聯手阻擋六禍蒼龍，使其皇龍之氣散離，但素還真也失去一道靈識，昏迷不醒；靈識回歸之後，與精神無法完全融合，腦中記憶一直停留在玄機門之戰。素還真回到琉璃仙境，將屈世途看作六禍蒼龍，出掌攻擊，與青衣宮主啟動機關暫時將他困住，逃離琉璃仙境。
- 霹靂皇朝之鍘龑史

禁武令出，紫耀天朝大舉剿滅不服派門，心築情巢方圓十里成為庇護之所。屈世途進入心築情巢，負責十里之圍內的工程建設，以收容反對派門。最後，蒼雲山之戰、燭龍之箭射穿地脈，天濤、飛塵斬斷雙龍之氣。
- 霹靂開疆紀

燭龍之箭貫穿蒼雲山地脈，素還真、寂寞侯合力斬斷雙龍之氣。地獄島主聖閻羅野心勃勃，殘害兄弟、聯合東瀛、力圖霸業，先後攻下紫耀天朝、仙靈地界、琉璃仙境。鬼靈亂世，六禍蒼龍得師九如點化、一心傳道，真龍妙道與奉行殺之道的獠娜互相抗衡。最後，白狐封印消滅鬼夜母；皇甫定濤豁命承接女神之力、傳功風飛沙；九懸地崖之戰、封緋玄華殺除聖閻羅。

## 一燈禪
沙並禽、池上瞑，重重簾幕密遮燈，浮雲過月、鏡花弄影，歷歷三途苦世恆。
三途燭海．一燈禪為來自龠勝明巒之修佛者，原為雲鼓雷峰尊者。亦是鯤塵千古．靖滄浪、風鬙壽岳．懸壺子之友。於霹靂兵燹之聖魔戰印 第15集登場。於霹靂兵燹之聖魔戰印 第33集，為護好友懸壺子，慘遭端木燹龍以赤煉鎖金手擊中，焚燒而亡。
來自龠勝明巒的佛修者，手持枯禪輪杵，曾為雲鼓雷峰的最高尊者，性好和平，隨和但喜多管閒事，與分屬儒道二教的靖滄浪、懸壺子為至交，常拖著好友一起下水淌武林事，在雲鼓雷峰與登道岸衝突爆發時，出面化解干戈。 
- 武學：三聚拔苦、九品無惑、十二殊印

## 一泓淨
三教執之釋教執，與唐聖笈、煉宗圓共掌三教兵權，屬於主戰派勢力，因憂患深開啟天書藏闕而涉世，並在憂患深遭槐破夢偷襲後，領三教聯軍駐紮訟星臺，正式向胤天皇朝宣戰。
- 武學：伏魔印、淨土無塵、泓水揚波

## 易子娘
凱風寒泉負責人，個性冷酷無情，武器為兩把手槍，身旁跟隨一名侍從殺凰，在武林中四處擄擒孩童，並販賣給陰謀組織，嘯日猋、孔雀等人幼時皆被其擒抓。擅長以火銃蟄伏暗襲，自稱是最會把握機會之人。
- 兵器：輔陽鎗、開陽鎗

## 易春寒
易子娘之女，短髮俏麗，直爽豪邁、行事乾淨俐落的女劍客，於末世聖傳淬煉增強功體，在天君脫困後三鋒座得以現世。易春寒個性好動，手捧一口瑰麗晶瑩的信風劍，名列劍鋒座，甫登場便解號天窮之危，而後又受命尋找失落的魔絕天棺。
- 武學：風華劍舞、谷雨一候牡丹風

## 易秋顏
末世聖傳天君賴以器重的智囊，性情溫和沉穩，凡事淡然以對，彷彿一切盡在掌握之中，足智多謀，但天生體弱殘疾，被易子娘安置於天座淬鍊中，後為關山聆月醫治好癱瘓。卻在痊癒之日前痛失母親，讓其哀痛不已，誓報此仇。

## 意琦行
塵外孤標．意琦行，人稱絕代劍宿，乃武道七修第一人，同時也是最強者，性情冷傲脫俗，超然獨處，思想行為不同凡俗的絕代劍宿，在七修中有著「武始通修」之美譽，亦狂亦俠亦超塵。與外聚七修曾在叫喚淵藪之淵頂一戰，該役所使之紅爐點雪劍招，餘勁歷數百年至今未歇，乃意琦行在淵頂所留之警招。
在初次登場時，意琦行壓制了被囚禁在通天道中的外七修一人，之後，意琦行前往了叫喚淵藪，救了自淵頂跌落的惡骨，同時對上死後被血傀師控制的尊武封端與沌王非壽，兩人因受邪毒影響，而不識眼前劍宿，而意琦行一聲可嘆，同時將兩人爆體，並欲擔下兩人之仇，
後來，意琦行遇上了曾闖入淵頂而被紅爐點雪寄招的殘翼之鷹，而當時，血痕將劃成一圈，殘翼也無苟活意念，意琦行便讓殘翼在血痕成圈之後，保留全屍；而無故事的人為了殘翼的傷來到叫喚淵藪，卻正逢意琦行返回，兩人瞬間衝突，意境中的對決，意琦行澡雪出鞘，讓無故事的人被壓制，而無故事的人將出絕招之時，回到了現實，意琦行早已搶先測知對方劍意，立於山壁之上。
動機風雲第二十九集中，為了收回惡鬼三兇之一的鬼手，意琦行帶著惡骨來到侯風玄窟，正巧碰見了血傀師，雙方展開決鬥，血傀師策動聖魔之力，使出化身之術對招意琦行，同時意境再開，澡雪再出，意境中的劍瞬間重傷血傀師，回到了現實，劍意自血傀師體內衝出，血傀師首度噴血，不甘如此，血傀師瞬間催動五始之劍中的四劍劍氣，重擊意琦行，卻見意琦行緩緩凝氣，四劍之氣竟爾化散於無，同時血傀師欲逃走之際，紅爐點雪瞬間寄招血傀師身上。
- 好友：綺羅生(江山快手)
- 同修：綺羅生、一留衣、律彈鋏(初代內七修)
- 部屬：憑風一刀、寄天風、律己秋、尊武封端、沌王非壽(二代內七修)
- 武學：紅爐點雪、風雪殘雷、劍睨千秋塵、無心之劍、初心之劍
- 兵器：澡雪劍、春秋闕

## 夜行舟
夜行舟乃是魑離船大副，受到闇影魑首賞識，得授鬼破劍法，腰繫夜嚎鬼劍，實力不凡，一心欲帶領黃泉引者航向光明之路，擺脫悲慘宿命。不意辛苦得到佛頂冥塔，並獲甘露盲佛以照遍寰宇之眼相助，最後魑離船降臨之地卻是太學主所在的學海無涯。
黃泉引者蓋是受死神遊戲之害者，和死神之間本來勢不兩立，但夜行舟在見識太學主的深厚實力之後，決定用投效其麾下換取太學主幫助黃泉引者解脫，並奉他命令參與六銖衣舉辦的天劍之爭，可惜在第一輪就敗亡於葉小釵，隨後在野外復活後，被不滿其投靠太學主的闇影魑首擊敗吞食。 

## 業途靈
初出場時間為《霹靂劫》劇集第十集，至今仍活躍中。出身滅境，在數百年前是與鬼王棺、腹中首合稱「三途判」為禍蒼生的大魔頭，且為不死之身，唯有一頁書為其天敵。業途靈自從於霹靂劫時期出場後，即與鬼王棺、腹中首、十三邪靈大鬧苦境，造成生靈塗炭。但三途判的弱點——可被七根吸雷針煉化——被知悉後，被造世七俠煉化於七星拱月台，只能藉由一口真氣借體於僥倖逃出的鬼王棺身上。這段時間中，並未有太大作為。
之後在《霹靂狂刀》時期，被十三邪靈中的表象意魔所擒，僥倖沒死反而功力大增，但因武林局勢變化太快，武力已不敵其他角色。在當時武林各家反派競搶《九龍菩提經》的爭奪戰中，終因不敵慈海渡者，菩提經被奪，更被廢去武功。被秦假仙發現後飽以老拳痛打一頓，收為跟班。自此之後業途靈個性變為搞笑、逗趣。繼而一頁書化身宇宙神知在夢中渡化其本性並收為徒弟，學得佛家武功。跟隨秦假仙、蔭屍人笑鬧江湖，屢助正道完成不少事蹟。

## 優曇善師
登場於霹靂謎城第36集，退場於霹靂皇龍記第23集。很久以前，一步蓮華與仙靈地界聯手佈下一局，在古今聖壇的三教天書中，記載著一大秘密。開啟聖壇的玉牌分成三塊，各自傳給三教門派。襲滅天來在吸收一步蓮華之後，得知這個秘密，於是讓笑風塵、玉世香配合武林人士，以對抗異度魔界為名，成立武聯會，並設法請出三教長老。
優曇善師為三教長老之一，在眾人遊說下，加入武聯會。公平石、襲滅天來一掌敗雙雄後，武林局勢混沌不明；優曇善師、正奇老人、病梅先生三人決議前往古今聖壇開啟三教天書請示天意。在得知三教靈玉可以開啟神女峰天池、並許下願望的消息後，前往風刀谷找尋擁有人星靈玉之人。途中遇二柴夫說谷中有殺人的魔女，進入後發現刀風過於凌厲，只好先行撤退。第二次、偕同笑風塵再往風刀谷，終於見到風飛沙，但笑風塵身分被其識破，遭到殺害。第三次、隨同刖俠遊患前往風刀谷，刖俠不敵風飛沙，但二人判斷笑風塵之死另有原因。
之後，因武聯會群龍無首，眾人決定請六禍蒼龍領導武聯會。優曇善師為召集各方勢力建立六禍蒼龍王朝奔走時，遭到異度魔界改造之後的月漩渦所殺，身份也被異度魔界人員取代。
詩號
- 『一花一世界，一沙一天堂。』

其他詩詞
- 『納佛性，貫禪理。』（開啟三教天書口訣）
- 『多難眾生何時能離苦，人間得現極樂阿彌陀。』
- 『天荒山，皇龍降，魔龍生；世無道，禍龍出，天無常。仙靈地界，殷族遺命，神女島天池頂峰。皇龍統御，順命歸天意，願夢許成天下合一。』（三教天書內容）

武學
- 卍法天罡破：以此招擊破風刀谷出口刀風。

## 剡冥
放下生死，今後，你們將是自由的魂！
元種八厲中的「火之厲」，性格高傲自我，屬厲族中較特立獨行者，手持神兵火輪戩，驍勇善戰，曾重創古武族與共仰瞻風，其火能元功能搭配競豹兒的雷電功體，能煉化無盡天峰的佛鍊封印。爾後敗於無故事的人，死後厲元回歸天之厲。
- 武學：火輪厲斬、妖光逆殺、火輪天怒、冥弒滅輪燬、妖火逆殺、狂焰怒九霄、妖厲火、逆燬八荒

## 蔭屍人
千邪洞之主，擅長使用術法易容，整天夢想當上武林皇帝；本為歐陽世家一份子，被秦假仙收服後跟隨身旁，乃霹靂系列的代表甘草人物之一。由於其練有蔭屍大法的體質，是唯一能練成菩薩印而不死的奇人。

## 印崆峒
內家三大心流之一，形意心流的宗師，集形意拳之大成，創形意顛十式，代表內家三大心流出席十擘雲集大會，與觀心六隱持相同立場，表明馳援三教對抗胤天皇朝勢力。 
- 武學：形意顛十式、鑽天呼變、炮山千裂、劈海納形

## 銀座飆手
為王者之路留招者之一，個性囂狂，忠心為主，於霹靂狂刀之創世狂人第24集中初次登場，後在霹靂狂刀之創世狂人第34集被秋末悲歌所殺。
大汗帝國冷血武將，屬於赫沙一派 ，以血滴子為趁手兵刃，殺人斷首於瞬間，當年為查探中原劍者實力，改裝成劍客加入秋水宴，順手留招天堂之翼，即名列王者之路中，因此不屑中原劍客的實力。
後為了調查舒海一脈及其國寶斷離刃之下落，二度進入中原，在帝王坪的聚會中大方承認自己本非用劍者，並與掠食者聯手一鬥在場劍客，和舞造論接戰，打得旗鼓相當，直到被莫召奴施展心劍逼退。
之後銀座飆手與邊歲寒、掠食者一同奉赫瑤命令針對王者之路中人進行逼殺，憑藉身上寶甲跟奇異兵刃，使中原劍客大為苦惱，首次攻上洗雲驛即斬殺了渡鶴影，再次殺去卻遇到舞造論和沉世老叟聯手反擊，同時也被奪去了趁手兵刃。
期間素還真與赫瑤的談判中，肇於渡鶴影之仇，要求大汗帝國交出銀座飆手的首級，但皆被拒絕。
銀座飆手取回兵器後，奉赫沙之命挑戰秋末悲歌，武功不敵落入下風，寶甲也被他持斷離刃刺穿，銀座飆手遂斃命當場。而他的屍體也讓大汗帝國確知斷離刃在秋末悲歌身上的情報。

## 一生懸命
外號隨口直斷，登場於霹靂神州III之天罪第21集，在霹靂天啟第18集死於太學主劍下。
外表為一落魄潦倒的窮酸書生，但烏鴉嘴隨口直斷，常常準確命中，看似平凡懦弱，實則深藏不露、武藝精強。在磔霞台武林大會後，與大紅袍結伴同行，卻唱反調要阻止三寶現世，被大紅袍猜測是眾天轉世的可疑人選，其實一生懸命乃太學主所遣，因為認為眾天轉世重生有違天理，遂勾結玉陽君、未來之宰破壞眾天靈識和雅僧佛公子合一，令他當場死亡，並將換來的入度不轉輪之法交給太學主。
事後，一生懸命認為自己頗為理虧，又透過大紅袍重回正道陣營，而且調查入度不轉輪法門外流之事，但旋即被拿出真品的太學主說服，積極協助伏龍先生對抗東方羿、邪靈之事，並在伏龍先生受創時，求教太學主醫治法門，向女帝長心處請來不見荷用五竅心血緩和伏龍先生的傷勢，當一生懸命再度找尋太學主求教時，意外發現太學主已成為死神，遭到太學主一劍斃命。

## 夜神
在霹靂震寰宇之龍戰八荒 第7集初登場，在霹靂經武紀之梟皇論戰第7集，成功擊殺天者，和阿修羅、天狼星、琴奴等人回歸死國
夜神是死國最後一名魖族，被天者喻為死國奇蹟，因而被天者操控，所以本來個性一無所知，後恢復自身記憶，夥同極道先生，天狼星和阿修羅眾人一同抗衡天者。當要離開一個地方時，都會突然變成一隻烏鴉離開。

## 陰端佛鬼
於霹靂震寰宇之刀龍傳說第三十九集初登場，後在霹靂震寰宇之龍戰八荒第十九集，被萬古長空、求影十鋒、香獨秀圍殺身亡。
陰端佛鬼是來自陰端彼岸的成鬼之佛，面貌醜陋，身上藏有強大佛氣，邪氣更是十足，在佛業雙身利用妖世浮屠衝破集境地層之後，坐鎮在妖世浮屠頂端。
三處晶界吸收集境地氣，好利用集境地氣加上佛業雙身贊功，讓苦集合一。曾經與太君治一番交手，後在三處晶界衝出之後，佛鬼更有化體鎮守三處晶塔，先有香獨秀試探而來，香獨秀實力莫測，佛鬼化體重創。明白必須同時破三處晶塔才能消滅陰端佛鬼，太君治動員了鴉魂、求影十鋒、香獨秀，三人分別破解晶塔，但佛鬼實力雄厚，太君治雖是折斷誅仙輪、滅神杵，卻是被毀佛劍重創飛出。妖世浮屠也免於毀滅。
在妖世浮屠重新啟動之後，佛業雙身連同陰端佛鬼，準備使苦集合一，但萬古長空、求影十鋒意外出現，失了兩項神器，佛鬼面臨大敵。
妖世浮屠頂端，苦集兩大劍者合力誅邪，陰端佛鬼連被創傷，兩人再使最後一擊，欲斬佛鬼，不料邪佛金身擋住，兩人難再刺入，然而香獨秀意外現身，破邪佛金身，三人同心一劍，陰端佛鬼瞬間爆體而亡，苦集也免於被合一。

## 閻魔旱魃
統領異度魔界第一殿的魔族君主，生于沙場、死也沙場的一方霸主，魔君個性驍勇剽悍，狂傲中帶有冷靜，武功霸道高絕，臨敵時擅以強將攻心、單挑破局之戰術，親率魔界先鋒眾將，以絕對的強勢壓境征伐。
生時與苦境狂人東方鼎立一樣，為陽年陽月陽時，慣用補劍缺所鑄魔刀閻魔荒神斬。
玄宗、萬聖巖與異度魔界交戰時，曾為攻破玄宗封印，而與蒼等六絃交戰，更以強橫實力把萬聖巖天座之佛心擊出，但也因而被救援的練峨眉以道留萍蹤擊出魔心，而變成活死人，其愛刀也失落。
在東方鼎立自盡後，取回長日狂陽(未嵌入寶石神荒之型態)，隨即將寶石神荒嵌入，使其展現原型，藉此刀魔君的武學招式才能發揮的淋漓盡致。
後在嘯陽谷內，刀戟魔，三方冰冷的目光彼此接觸，急促而沉穩的腳步踏出戰鬥開端，羽人非獍瞬動攻擊，兩人心中想起素還真所言：「練峨眉信中指示，要殺魔君必須先以柔力斷去魔君胸骨，再以無倫剛力攻擊其心臟，所以你們兩人的配合，必須以羽人為首攻，再由燕歸人終結。」，兩人激烈攻擊的同時，魔君以刀氣劃出周身氣牆，三方的出鬥已至尾聲，負傷的魔軀仍是頑強，羽人的腳步仍是不會遲緩，高漲的戰意是燕歸人不屈的鬥志，突然一道魔氣劃過天際，魔君見此魔氣得知赦生童子已死，喪將之痛，燎起心海怒焰，嘯陽谷瞬間火海翻騰，兩人刀戟交接擋住火烈之氣，魔君魔式直攻，燕歸人神嘆奮一揮，瞬間急變的身影交替，戰況變化只在頃刻，羽人六翼現出，超級速度砍下魔君左臂，天泣刺入魔君心臟，刺入同時天泣一分成兩片刀刃，旋轉碎裂胸前的骨骼，魔君重創的同時，將荒神刀插入羽人胸前並挑起至空中，隨後燕歸人神嘆直刺魔君心臟，向前的衝力使魔君直退撞擊大石，聖戟再刺而入，閻魔旱魃拋開羽人，僅存的右臂奮力一拳擊向燕歸人胸前，燕歸人不退反進，無視魔君最後之掌，燕歸人神力再起，將聖戟穿透魔君軀體，魔君魔心被刺中破裂粉碎，跪下斷氣，曾經驍勇善戰，縱橫天下的異度魔君，終也逃不過命數天定、滿身染塵，魔君軀體灰化、魔魂飛出。
在銀鍠朱武回歸後，戒神老者說，閻魔旱魃之所以會死於嘯陽谷，乃因當初其為了存活，而將天座之佛心熔入自身，使得魔體受損，破壞了原本能再生的魔魂，因而喪命。

## 尹秋君
尹秋君本是道境玄宗最出色的十名弟子之一，精通化外術法與劍術，一身靛藍，作風直率。在玄宗四奇中排行第三，與排行第二的金鎏影素來交好，後與他一同在與異度魔界的戰事中背叛，導致宗主與千萬道子失援戰死。在玄宗和異度魔界同時封印後兩人進入苦境，並和臥龍行結為莫逆，共同創立六極天橋，但是因為「鬼歿河五寶」之事反目，另創斷極懸橋。
尹秋君行事果斷獨行，不喜墨守成規，行事亦正亦邪，頗為賞識燕歸人，將雲天劍法傾囊傳授。早在進入苦境時便和莎羅曼相識，後便積極為詭齡長生殿的再現佈局，在霹靂奇象初期逼迫昭穆尊成立武林公法庭，處理鬼歿河五寶之事，積極針對鬼梁天下。但兩人皆暗中與異度魔界勾結，一唱一和逼七巧神駝進入魔界接合斷層，促使詭齡長生殿再起，期間詐稱協助營救葉小釵，尹秋君、昭穆尊兩人和異度魔界女后九禍聯手擊殺素還真、談無慾。同時佈置設計玄宗中人，創置風水禁地引誘中原正道闖陣，造成不少犧牲。
在昭穆尊本為金鎏影的身份被蒼揭發後，仍臥底於中原正道，但是已受懷疑。因羽人非獍為取回孤問槍及愁落暗塵追查僱主的行動中，昭穆尊受傷，並因一頁書化身的問天敵居中分化兩人關係，導致昭穆尊和尹秋君決裂，而展開決鬥，尹秋君因受問天敵重創在先，而敗於昭穆尊，死前，以雲龍斬破壞斷極懸橋。
死後，屍體為昭穆尊以雲氣護體，沉入懸崖。後由墨塵音尋回安葬。

## 憶秋年
劍痞憶秋年，為天策真龍時期的主要人物，登場於霹靂圖騰第15集，退場於霹靂異數之龍圖霸業第29集。
身穿褐衫，劍術出神入化，幽默言談之間蘊含豐富的人生哲理的大宗師。不論是在劇中還是戲外都有著崇高的地位。初豋場即從當時氣勢震撼天下的天策真龍面前，輕輕鬆鬆的救走瀕死的素還真，之後與魔流劍風之痕一同在鳳形山正式步入武林，開創霹靂史上經典的劍界傳說。除了與風之痕之間的友情與劍術切磋，憶秋年對於武林局勢亦有驚人的作為與介入，安排天策真龍六星匯聚，使武林維持了半年的完全和平；同時對傲笑紅塵進行指點，安排佾雲向風之痕學習，作為阻止天策真龍七星匯聚陷入瘋狂屠殺的防線。後因愛徒洛子商慘死，央求七指神相舒石公施展術法扭轉天命，將洛子商的死劫轉移至自身，注定死去；之後於乾坤陵調查魔劍道之主誅天的死因時，惡魔之心策謀略幽幽魂發動的真空無重力陣法，再以無窮無盡的術法捨命黑衣人不斷攻擊，造成憶秋年絕命乾坤陵，風之痕為此悲憤而大開殺戒，造就霹靂史上經典劇情之一--怒焰之風。而憶秋年在亡故之後，仍透過傲笑紅塵、洛子商、風之痕等人展現跨越數檔劇集的影響力，其事蹟至今仍有許多戲迷津津樂道。
武学：随风点穴、血光旋刃、如临秋意、一任秋月、剑舞秋风、秋洵薰心、忆·秋思化刃、逍遥秋风
剑境：人剑合一（听得剑声呼吸，忘我忘念，以念化剑，以剑行意，玄同太子对其剑境的点评）
武器：金子陵之剑(名剑铸手为其量身打造，但并无取名，剧中也从无使用，只有从名剑铸手口述提及)

## 銀羽風少
銀羽風少，在霹靂兵燹之聖魔戰印第2集，一出場便參與邪尊道侵攻殺戮碎島之戰，擊毀碎島停滯在苦境之玄舸副鑑，後更協助妖后，一舉襲殺號天窮得手。
在霹靂兵燹之問鼎天下第九集，太荒神決對上黑衣劍少，雖時辰相剋，但因天時逆轉，銀羽遭到黑衣重創。敗北後取得治紅流邪少之解藥，最後傷中不治身亡。

## 妖后
雖在霹靂九皇座第50集時，因兒子遭葉口月人擊落斷崖，捨身相救，就此下落不明，但意外在第二次梟皇論戰時介入，並重創勢力「邪尊道」。初登場於霹靂異數之龍圖霸業 第8集，於霹靂兵燹之問鼎天下39集，發現自己早已身亡，是藉由非屍流事件才得以復活，最後為護兒子黑衣劍少，挺身擋住海蟾尊一劍，在被黑衣救走的途中不幸身亡，消散天地。

## 燕歸人
诗号：飒风沾，问途寒，谁与共饮，谁敢挡关？燕戟归命人不还！
聖戟神嘆的持有者，挺拔英武，力大無窮。鍾愛珠遺公主，癡情痴心，長年守在平水窟只望佳人清醒，直到泊寒波巧局點破心中迷惘，開始恢復本來直爽、重義氣之個性，成為刀戟戡魔不二人選。曾與羽人非獍聯手打敗異度魔界的閻魔旱魃，力大無窮，擁有無盡的戰鬥意志。
在歷經玄機門一役後，沉潛多時，因魔界大軍進逼中原而再現俠蹤。再出的燕歸人孤問槍橫掃依舊是不可擋，此後更結識神之女風飛沙，二人英雄相惜，一同協助中原正道素還真抗衡紫耀天朝禁武令，因身懷聖玉而被風飛沙誤認為其弟。
蒼雲山鍘龑大計，為配合素還真、寂寞侯毀掉龍氣，燕歸人與汲無蹤、四非凡人等半途攔截六禍蒼龍，無奈紫龍戰鱗加身讓六禍蒼龍刀劍難傷，燕歸人義無反顧為眾人斷後，豁盡生命與六禍蒼龍決一死戰，雖然功力懸殊非是對手，但堅強的意志如屹立不搖的戰神，數度讓六禍蒼龍跪落塵土，最後更以一招燕遨翔將六禍蒼龍打入山壁中，與其同歸於盡，從此下落不明…。

## 銀鍠黥武
原名銀鍠黥龍，乃是鬼族之王與碧女所生，首發單角、足有殘疾，天生力量不全，母親碧女也難產而死。所以伯母九禍在他出生時，便用自己替銀鍠朱武在同日誕下的螣邪郎狸貓換太子，好保持鬼族王脈的力量。
而銀鍠黥武在幼年時便被九禍交予遊歷在外的銀鍠朱武扶養，一直被朱武視為親生子，繼承朱武的兵器銀邪。但在戰神之爭中輸給吞佛童子，失去銀鍠家的戰神傳承，同時父親銀鍠朱武為保魔界斷層辭世，刺激他奮發向上，將名字由黥龍改為黥武，此後武藝日益精純，受到戒神老者好評。
在襲滅天來對中原發動總攻擊時現身參戰，與武聯會等中原派系交鋒，於襲滅天來死後跟吞佛童子一同回到魔界後直隸於九禍。為利用蒼雲山培育魔源龍氣，銀鍠黥武跟吞佛童子鎮守在周邊山峰上監視魔龍祭天與工程進度，也在期間察覺吞佛童子似乎對魔界有異心，屢次上報卻不被九禍採信。
在龍氣出關前夕，銀鍠黥武為探來龍去脈以保魔源，堅持要翻戒神寶典，從中得知需到天魔之池取魔元石，雖然成功取出，但也被天魔之池的棄天帝之影重創，後來逢素還真與寂寞侯設計鍘龑計畫，在吞佛童子的配合下終使魔源被斷，但銀鍠黥武也利用魔元石集中部分魔源，使九禍跟補劍缺得以救活銀鍠朱武。
可是銀鍠黥武也在蒼雲山上被吞佛童子揭破並非銀鍠朱武親生子一事分心，被飛湧而出的兩道龍氣爆體身亡，爾後吞佛童子也因此事被朱武重創放逐。後來銀鍠黥武在魔界對上墨塵音發動的四奇陣時有以靈體身份短暫再現。

## 燕子丹
燕子丹是千飛島島主醉輕侯的養子，為人善妒、好猜忌之心機，善於做表面功夫，對醉輕侯將千飛劍法傾囊相授予天忌頗不諒解，同時也對天忌所學的雙劍異行之招懷有野心，和天忌一樣同樣暗戀容衣。
後來被鄒縱天揭穿非是醉輕侯親子，心中怨毒更甚，遭到宿文馗利用，不但殺害了養父醉輕侯，更玷污義妹燕飛虹，因為對宿文馗不忠實，被他認為是反覆之輩，遂一劍殺了燕子丹。
但燕子丹的怨氣卻引來宕月魔刀，屍身從此淪落宕月魔刀控制，一度找上天忌以償生前將他打敗的宿願，後來接受冥界天獄的命令數次出戰，在追殺逍遙子的時候被引上凡塵涯，遭到王者之刀消滅。

## 岩堂將軍
本為東瀛大名之一，在真田龍政幫助下打敗鬼祭將軍成立幕府，身兼太政大臣、征夷大將軍兩職，為人陰險刻薄。其人雖早在霹靂雷霆時便被提起，但遲於霹靂神州第10集中才初次登場。
在金龍文紹回歸東瀛本土後，率先響應真田龍政對抗鬼祭政權的強力大名，藉由軍神源武藏的協助，擊潰鬼祭軍，建立岩堂幕府，身兼太政大臣、征夷大將軍。
自己雖坐擁高位，實權確落入真田龍政跟源武藏手中，為扭轉此一劣勢，岩堂不斷向天皇進讒因而獲得天皇的絕對信賴，更藉由天皇命令，策動侵略中土的開疆計畫，企圖以戰事調離源武藏至中原，藉此掌握東瀛實質軍權，再利用東瀛內政與開疆計畫籌備的政事繁忙架空真田龍政，遠離權力核心。
岩堂將軍曾趁著軍神休假時，收買六道輪迴對付軍神，企圖引六道輪迴之主長曾我部神權親自對付軍神，卻不知軍神真正身分即是南武魁，而拳皇十數年前曾敗在其手下，至今仍不認為自己能勝過他，所以拳皇選擇間接將這事告知軍神，意圖引起軍神和岩堂將軍的衝突。
在軍神敗北於跟一頁書的八山柱之戰時，岩堂將軍說動天皇罷免其職，並且讓同夥的羅觀大僧正派出使者命令神風營全體擊殺軍神，結果神風營竟選擇集體抗命，而且岩堂將軍剷除真田龍政的計畫，也被真田龍政提早從犬若丸手中借取夜狐百赦瓦解，自己更中了調虎離山之計，無法及時在京都阻止其他朝臣在天皇面前替真田龍政緩頰。
為增加自身實力，岩堂將軍利用良峰貞義保全鬼祭舊部於落日故鄉之事威脅他投入其麾下，甚至被逼他去殺莫召奴，同時積極物色繼任神風營大將的人選，先是遣使招回在中原的舊部京極鬼彥，不料正熱衷戰爭的京極鬼彥抗命不回，最後戰死於中原;神飛中將亦拒絕大將一職的誘惑;而在神風營送軍神離國時，岩堂將軍手下忍者又被服部中將操弄，誤傳海防總籌阿部中將與軍神為一黨的情報，使岩堂將軍最後只好接受良峰貞義推出的人選劍聖柳生劍影迎戰真田龍政推出的拳皇長曾我部神權。
岩堂將軍為確保不失，讓羅觀大僧正率眾偷襲六道輪迴，結果反中拳皇長曾我部神權的陷阱，羅觀大僧正遭拳皇擊斃慘死。而在決鬥當日，岩堂將軍收到一封書信，其內容是真田龍政偽造岩堂將軍筆跡，寫著自願把將軍之位暫交由良峰貞義代理等內容，在插畫中軍神所留的氣功同時發出，當場把岩堂將軍打成癱瘓重傷，這封手信也被天皇當成其遺願，同意晉升良峰貞義代理岩堂將軍的職權。

## 炎熇兵燹
為封靈島五人之一，登場於霹靂封靈島第5集，於霹靂刀鋒第1集與天忌一戰之後下落不明。
登場時以一把炎熇刀和白玉面具震撼天下，高超的妖刀訣令人不寒而慄，狂放的笑聲而有非魔狂魔之稱號。
喜愛刺激的快感，常挑戰各個強手，向魔佛波旬嗆聲挑戰，持獸眼擊殺犴妖神，後炎熇刀因被鬼陽六斬刈之一的燄織魔刀所斷，而改持此刀改名為炎鎬(兵燹曾言：「吾一生只用炎鎬。」)
與天忌為死敵，戰過前兩次皆贏，並挖去天忌雙目，第三戰前竟因龍魁海寄生的希望宮城城主宿文馗持沾血冰蛾所亂，危急時意外造成了九天驚虹與鬼陽六斬刈連手之局，成功的斬斷了沾血冰蛾並除去龍魁海。
第三戰時已無心戰鬥，與天忌最後兩敗俱傷，天忌昏倒之後，兵燹拖傷來到冰河母親及其妹容衣的墓前，留下其言：「人生存的目的為何，大概是為了看到人生最美的風景吧。你來不及說的話，現在或許有機會了。哈哈哈哈哈哈哈哈哈哈.........」從此下落不明。

## 銀狐
為天外南海傲刀城的英雄，登場於霹靂刀鋒第10集。本身是葉口月人和獸族的混血，擁有一副雪狐耳，習慣帶銀白毛手套。個性坦率不做作，一直對自己的刀法有著十足的自信。喜愛挑戰刺激，大破了西無君的陣法，西無君因此恨與北無君聯手困住銀狐，卻因葉小釵意外加入戰局而再度飲恨，西無君更被銀狐手刃。
北無君因此決議報仇，找來了東無君與南無君聯手，卻又再度讓銀狐與一頁書化身的步懷真所破。後來南無君勸北無君一同退隱，卻被北無君所殺並嫁禍給銀狐。後因劍君十二恨與東無君親自詢問此事才真相大白。
由於好友王隱與柳無色因葉口月人與鬼王覆天殤之亂而相繼死去，後來更因臥江子之死找上九幽皇尋仇。受到蜀道行之言啟發，目前為尋更高之刀意而退隱。後期曾在霹靂神州中與蕭中劍對談。
- 武器：紅狐刀
- 武學：零式刀法
- 論劍對手：風之痕、劍君十二恨、葉小釵.......。
- 持有物:武癡絕式(王隱生前交給之物)、俠刀全策(蜀道行生前所交之物)
- 朋友：風之痕、臥江子、荒獅、浪千山、王隱、柳無色、蜀道行......。
- 仇人:九幽皇